# Elisabeth Bouscaren
Élisabeth Bouscaren (8 de janeiro de 1956) é uma matemática francesa, que trabalha com geometria algébrica, álgebra e lógica matemática (teoria dos modelos).

## Formação e carreira
Bouscaren obteve um doutorado em 1979 na Universidade Paris VII e a habilitação em 1985. A partir de 1981 trabalhou no Centre national de la recherche scientifique (CNRS) até 2005, quando foi para a Universidade Paris-Sul. É desde 2007 Research Director no CNRS.
Publicou um livro sobre a prova de Ehud Hrushovski da conjectura de Mordell-Lang]]. Foi palestrante convidada do Congresso Internacional de Matemáticos em Pequim (2002).

## Publicações selecionadas
- Bouscaren, Elisabeth (2005), «Model theory and geometry», Logic Colloquium 2000, Lecture Notes in Logic, 19, Urbana, IL: Association for Symbolic Logic, pp. 3–31, MR 2143876
- Bouscaren, E.; Delon, F. (2002), «Groups definable in separably closed fields», Transactions of the American Mathematical Society, 354 (3): 945–966, MR 1867366, doi:10.1090/S0002-9947-01-02886-0
- Bouscaren, E.; Delon, F. (2002), «Minimal groups in separably closed fields», Journal of Symbolic Logic, 67 (1): 239–259, MR 1889549, doi:10.2178/jsl/1190150042
- Bouscaren, Élisabeth (2002), «Théorie des modèles et conjecture de Manin-Mumford (d'après Ehud Hrushovski)» [Model theory and the Manin-Mumford conjecture (following Ehud Hrushovski)], Astérisque (em francês) (276): 137–159, MR 1886759, Séminaire Bourbaki 1999/2000
- Bouscaren, Elisabeth, ed. (1998), Model Theory and Algebraic Geometry: An introduction to E. Hrushovski's proof of the Geometric Mordell–Lang Conjecture, ISBN 3-540-64863-1, Lecture Notes in Mathematics, 1696, Berlin: Springer-Verlag, MR 1678586, doi:10.1007/978-3-540-68521-0
- Bouscaren, E.; Hrushovski, E. (1994), «On one-based theories», Journal of Symbolic Logic, 59 (2): 579–595, MR 1276634, doi:10.2307/2275409